# Littérature sapientiale

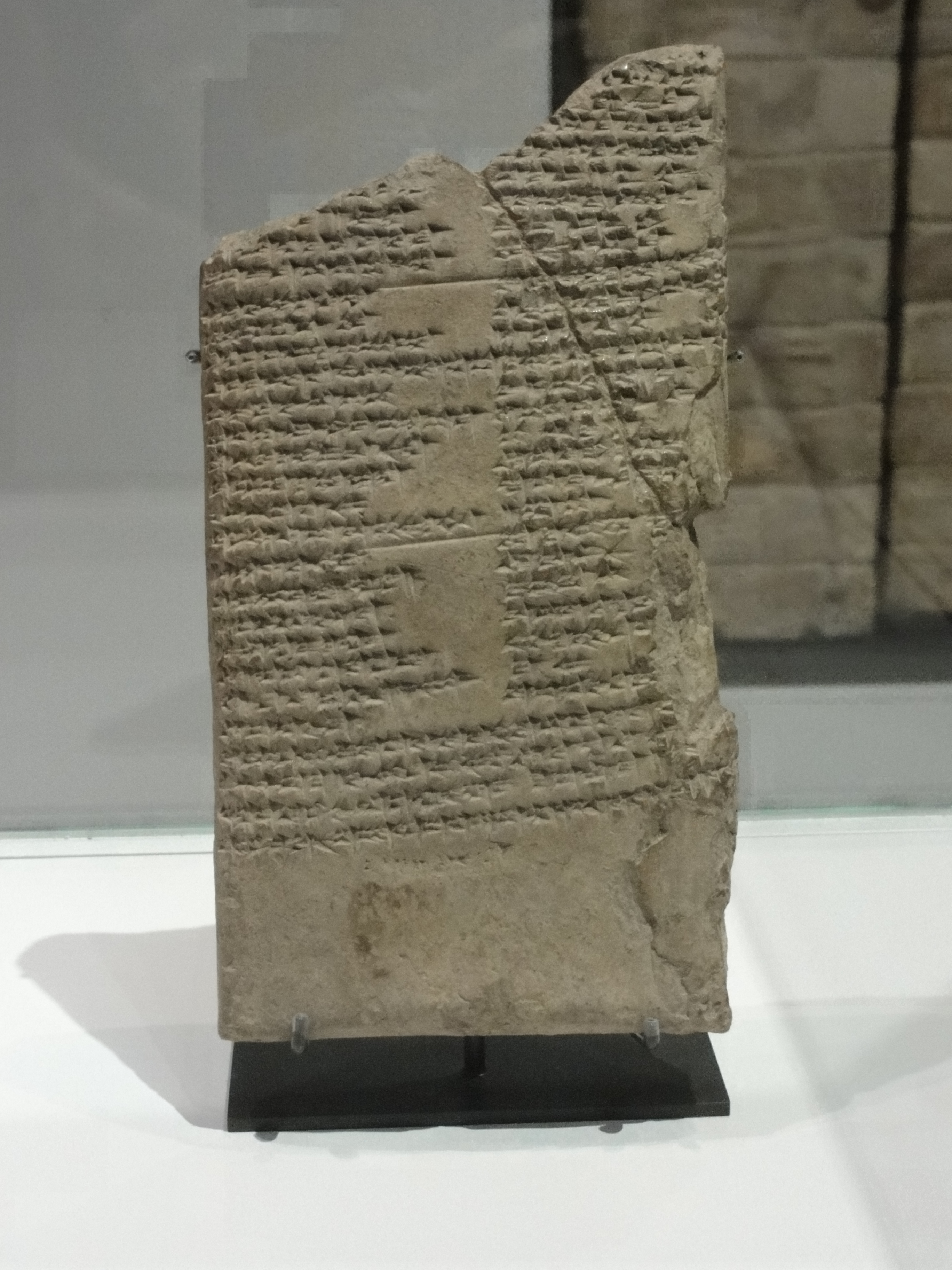
Tablette du Dialogue entre un homme et son Dieu, XIXe - XVIIe siècles avant J.-C., Musée du Louvre

La littérature sapientiale, aussi appelée littérature de sagesse, est un genre littéraire courant dans l'ancien Proche-Orient. Il s'agit de déclarations de sages et de personnes instruites qui offrent des enseignements sur la divinité et la vertu. Bien que ce genre utilise des techniques de narration orale traditionnelle, il a été diffusé sous forme écrite.
Les premiers écrits de sagesse connus remontent au milieu du IIIe millénaire avant J.-C. en Mésopotamie et en Égypte, régions qui ont continué à produire ce type de littérature pendant environ 2 500 ans. Vers le milieu du Ier millénaire avant J.-C., des traditions similaires apparaissent dans les cultures juive, grecque, chinoise et indienne. Plus tard, au cours du Ier millénaire après J.-C., une littérature sapientiale issue de la fusion égypto-grecque se développe, dont certains aspects seront intégrés à la pensée islamique.
La littérature sapientiale se divise en grande partie en deux catégories principales : la « sagesse positive » de nature conservatrice et la « sagesse négative » ou critique, également appelée « vanité littéraire »,,,, :
- Sagesse positive conservatrice – Conseils pragmatiques et concrets sur le comportement et les actions appropriés[2], pour réussir dans la vie[3],[4], pour vivre une vie bonne et épanouissante[4], etc. Les exemples de ce genre incluent : le Livre des Proverbes, les Instructions de Shuruppak et la première partie de Sima Milka[4].
- Sagesse critique négative (alias « Vanité littéraire » ou « Sagesse en protestation ») – Une perspective plus pessimiste, exprimant fréquemment un scepticisme quant à la portée des réalisations humaines, soulignant l'inéluctabilité de la mort[2], prônant le rejet de tous les gains matériels[5], et exprimant le point de vue carpe diem selon lequel, puisque rien n'a de valeur intrinsèque (thème de la vanité) et que tout aura une fin (thème du memento mori), il faut donc simplement profiter pleinement de la vie tant qu'on le peut (thème du carpe diem)[3],[4]. Parmi les exemples de ce genre, on peut citer : Qohelet (l'Ecclésiaste), La Ballade des premiers dirigeants, Enlil et Namzitarra, la deuxième partie de Sima Milka (la réponse du fils)[4], et Nig-Nam Nu-Kal (« Rien n'a de valeur »)[5].

Un autre genre courant dans la littérature sapientiale est celui des œuvres existentielles, qui explorent des thèmes tels que la relation entre l’homme et Dieu, la récompense et la punition divines, la théodicée, le problème du mal, et les raisons pour lesquelles des épreuves frappent des personnes vertueuses. Le protagoniste typique de ces récits est un « juste souffrant » : une personne bonne, confrontée à une tragédie, qui cherche à comprendre son destin.
L'exemple le plus célèbre est le Livre de Job, bien qu'il ait probablement été précédé et influencé par des œuvres mésopotamiennes plus anciennes, telles que la Théodicée babylonienne (également appelée "Le Job babylonien"), Ludlul bēl nēmeqi (« Je louerai le Seigneur de la Sagesse » ou « Le poème du juste souffrant »), le Dialogue entre un homme et son Dieu, et L’Homme sumérien et son Dieu.
Le genre littéraire des miroirs des princes, qui a une longue histoire dans la littérature occidentale de la Renaissance et dans la littérature islamique, est un parent profane de la littérature de sagesse. Dans l'Antiquité classique, la poésie didactique d'Hésiode, en particulier ses Travaux et ses Jours, était considérée comme une source de connaissance similaire à la littérature de sagesse d'Égypte, de Babylone et d'Israël[réf. nécessaire]. La poésie pré-islamique compte de nombreux poèmes de sagesse, notamment la poésie de Zuhayr bin Abī Sūlmā (520–609).

## Littérature de l'ancienne Mésopotamie
La littérature de sagesse de Sumer et de Babylone compte parmi les plus anciennes au monde. Les écrits sumériens datent du IIIe millénaire avant J.-C., tandis que ceux de Babylone remontent au IIe millénaire avant J.-C. De nombreux textes découverts à Nippur, notamment des recueils de sagesse, sont attribués au XVIIIe siècle avant J.-C. Ces œuvres se présentent principalement sous forme de dialogues ou d’hymnes, tels que l’Hymne à Enlil, le Tout-Bienfaisant, emblématique de la tradition sumérienne.
Les proverbes occupaient une place importante dans la culture sumérienne, accompagnés de nombreuses fables et anecdotes. Parmi celles-ci figure le Débat entre l'hiver et l'été, que l'assyriologue Samuel Noah Kramer a comparé à l'histoire de Caïn et Abel dans le livre de la Genèse (Genèse 4:1-16). De plus, la structure de ces débats rappelle celle des dialogues entre Job et ses amis dans le Livre de Job, rédigé aux environs du VIe siècle avant J.-C. 

« Mon seigneur, j'ai réfléchi dans mes entrailles, [...] dans [mon] cœur. Je ne sais pas quel péché j'ai commis. Ai-je [mangé] un fruit interdit ? Un frère regarde-t-il son frère de haut ? »

— « Dialogue entre un homme et son Dieu », c. 19e –16e siècles av. J.-C.
Plusieurs autres textes mésopotamiens anciens sont parallèles au Livre de Job, notamment l'Homme sumérien et son Dieu (repris par les ancients Babyloniens dans Dialogue entre un homme et son Dieu, c. XIXe -XVIe siècles av. J.-C.) et le texte akkadien, le Poème du Juste Souffrant ;  ce texte raconte l’histoire d’un homme qui, malgré sa fidélité toute sa vie, souffre injustement jusqu'à ce qu'il soit finalement libéré de ses afflictions. Le poème antique connu sous le nom de Théodicée babylonienne, du XVIIe au Xe siècle av. J.-C., présente également un dialogue entre un malade et son ami sur l'injustice du monde.
L'histoire araméenne du Ve siècle av. J.-C. Les Paroles d'Ahikâr regorge de dictons et de proverbes, dont beaucoup sont similaires aux aphorismes babyloniens et perses locaux, ainsi qu'à des passages ressemblant à ceux du Livre des Proverbes et à d'autres de la Sagesse de Ben Sirac, deutérocanonique.

### Exemples notables
Les Instructions de Shuruppak  (milieu du 3e millénaire av. J.-C., Sumer) constituent la littérature sapientiale la plus ancienne connue,,, ainsi que l'une des plus longtemps  et des plus largement diffusées en Mésopotamie. Il présente les conseils d'un père (Shuruppak) à son fils (Ziusudra) sur divers aspects de la vie, de la conduite personnelle aux relations sociales. Les Instructions contiennent des préceptes qui reflètent ceux inclus plus tard dans les Dix Commandements, et d'autres dictons qui sont reflétés dans le Livre biblique des Proverbes.
Les Conseils de la Sagesse (également appelés « Enseignements des Sages ») : Il s'agit d'une compilation de 150 lignes de proverbes sumériens et acadiens abordant divers sujets, tels que la conduite éthique et la sagesse. Parmi les thèmes spécifiques, on trouve : quel genre de personne fréquenter, l'importance d'éviter les conflits et la diffusion des rumeurs, la valeur de la propriété dans la parole, les récompenses de la piété personnelle, et bien d'autres.
Les Instructions d’Ur-Ninurta (début du IIe millénaire av. J.-C.) : Ce texte se divise en deux sections de sagesse : « les instructions divines » et « les instructions pour le fermier ». Les « instructions divines » soulignent l’importance d’un comportement religieux et moral adéquat, en opposant la récompense des pieux à la punition des désobéissants. Les « instructions pour le fermier » offrent des conseils pratiques sur l’agriculture. Le texte se conclut par des expressions succinctes d’humilité et de soumission,.
Les Instructions de Shupe-Ameli (également appelées « S(h)ima Milka » ou « Écoute les conseils ») : Un père transmet à son fils une sagesse conservatrice et pragmatique, l’incitant à travailler avec ses amis, à éviter la mauvaise compagnie, à ne pas désirer les femmes d’autrui, etc. Cependant, le fils répond par une sagesse critique et désenchantée, typique de la « littérature de la vanité » ou de la « sagesse en protestation », en arguant que tout cela est vain, car la mort est inévitable,.
Nig-Nam Nu-Kal (« Rien n'a de valeur ») : Un certain nombre de courts poèmes sumériens qui célèbrent la vie avec le refrain répété « Rien n'a de valeur, mais la vie elle-même est douce ».

## Littérature égyptienne antique
Dans la littérature égyptienne antique, la littérature de sagesse appartenait au genre sebayt (« enseignement ») qui a prospéré au cours du Moyen Empire d'Égypte et est devenu canonique au cours du Nouvel Empire. Les œuvres notables de ce genre comprennent les Instructions de Kagemni, les Maximes de Ptahhotep, les Instructions d'Amenemhat et l'Enseignement loyaliste. Des hymnes tels que Une prière à Re-Har-akhti (c. 1230 avant J.-C) présentent la confession des péchés et l'appel à la miséricorde :

« Ne me punis pas pour mes nombreux péchés, car je suis un homme qui ne se connaît pas lui-même, je suis un homme sans sens. Je passe la journée à suivre ma propre bouche, comme une vache suit l'herbe. »

Une grande partie de la littérature de sagesse survivante de l’Égypte ancienne porte sur l’au-delà. Certains d'entre eux prennent la forme de dialogues, comme le Débat entre un homme et son âme, du XXe au XVIIIe siècle av. J.-C., qui met en scène un homme du Moyen Empire se lamentant sur la vie tout en parlant avec son bâ.  D'autres textes présentent une variété de points de vue sur la vie après la mort, notamment le sceptique rationaliste l'Immortalité des Écrivains et le Chant du harpiste, ce dernier oscillant entre une confiance pleine d'espoir et un doute raisonnable.

### Tradition hermétique
Le Corpus Hermeticum est une œuvre de littérature de sagesse égypto-grecque sous forme de dialogue entre Hermès Trismégiste et son disciple. Bien que la majeure partie du texte date du Ier au IVe siècle après J.-C., certains éléments originaux pourraient être plus anciens. Des études récentes confirment que l'hermétisme, avec sa nature syncrétique, a émergé durant l'époque de l'Égypte romaine, bien que son contenu soit en grande partie parallèle à la littérature de sagesse plus ancienne de l'Égypte pharaonique,. Les textes hermétiques égyptiens abordaient principalement l'invocation des esprits, l'animation des statues, l'astrologie babylonienne et la pratique émergente de l'alchimie. Parmi les autres thèmes mystiques traités, on retrouve l'unité divine, la purification de l'âme et la renaissance spirituelle par l'illumination.

#### Hermétisme islamique
La littérature sapientiale de l'hermétisme égyptien a été intégrée à la tradition islamique, les Abbassides la considérant comme un héritage sacré des prophètes, avec Hermès Trismégiste présenté comme l'ancêtre de Mahomet. Dans la version des textes hermétiques préservée par les Ikhwan al-Safa, Hermès Trismégiste est identifié à l'ancien prophète Idris. Selon leur tradition, Idris aurait voyagé d'Égypte vers le ciel et l'Éden, ramenant la Pierre Noire sur Terre lorsqu'il atteignit l'Inde. La secte des adorateurs des étoiles connue sous le nom de Sabéens de Harran croyait également que sa doctrine descendait d'Hermès Trismégiste.

## Littérature biblique

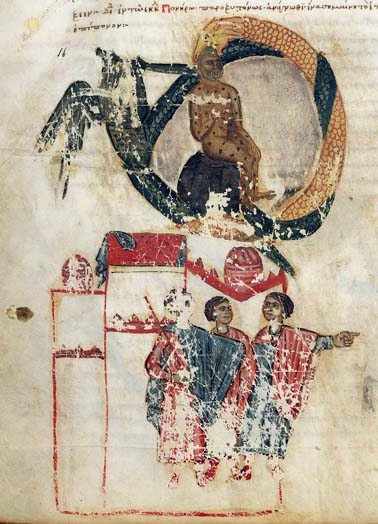
Manuscrit enluminé représentant Job, ses amis et le Léviathan, mont Athos, c. 1300

Les exemples les plus célèbres de littérature de sagesse dans le monde occidental se trouvent dans la Bible. La sagesse  est un sujet central dans les livres sapientiaux,  c'est-à-dire les Proverbes, les Psaumes, Job, le Cantique des Cantiques, l'Ecclésiaste, le Livre de la Sagesse, la Sagesse de Sirach et, dans une certaine mesure, Baruch. Tous les Psaumes ne sont pas généralement considérés comme appartenant à la tradition sapientiale. D'autres, comme l'Épître d'Aristée, le Pseudo-Phocylide et le Quatrième livre des Maccabées, sont également considérés comme sapientiels.

### Textes juifs ultérieurs
Les Paroles des Pères (ou Pirkei Avot) dans le Talmud, plus tardives, s'inscrivent dans la tradition de la littérature de sagesse, mettant davantage l'accent sur l'étude de la Torah comme moyen d'obtenir une récompense, plutôt que d'étudier la sagesse pour elle-même.

## Autres traditions
- Les Travaux et les Jours d'Hésiode (c. 750 avant JC) et le poème en vieux norrois Hávamál (c. 900) ont tous deux été interprétés comme une transmission orale de la littérature de sagesse à d'autres cultures[32].
- La Subhashita, un genre de littérature sanskrite, est une autre forme prédominante de poésie de sagesse. Plusieurs milliers de versets couvrant un large éventail d'éthique et de droiture ont été écrits et compilés dans des anthologies appelées Subhashitani par divers auteurs au cours de la période ancienne et médiévale en Inde[33].
- Les Analectes étaient un recueil d'aphorismes de l'ancien philosophe chinois Confucius.
- La Ginza de droite et le Livre mandéen de Jean, écritures mandéennes contiennent des chapitres qui peuvent être classés comme littérature de sagesse